# Tân Hạnh, Vĩnh Long
Tân Hạnh là một phường thuộc tỉnh Vĩnh Long, Việt Nam.

## Địa lý
Phường Tân Hạnh có vị trí địa lý:
- Phía đông giáp phường Phước Hậu.
- Phía tây giáp phường Tân Ngãi và xã Phú Hựu (tỉnh Đồng Tháp).
- Phía nam giáp xã Phú Quới
- Phía bắc giáp phường Long Châu.

Phường Tân Hạnh có diện tích 17,84 km², dân số năm 2025 là 32.093 người, mật độ dân số đạt 1.798 người/km².

## Lịch sử
Ngày 16 tháng 6 năm 2025, Ủy ban Thường vụ Quốc hội ban hành Nghị quyết số 1687/NQ-UBTVQH15 về việc sắp xếp các đơn vị hành chính cấp xã của tỉnh Vĩnh Long năm 2025. Theo đó, sắp xếp toàn bộ diện tích tự nhiên, quy mô dân số của Phường 8 (thành phố Vĩnh Long và xã Tân Hạnh (huyện Long Hồ) thành phường mới có tên gọi là phường Tân Hạnh.
Sau khi sáp nhập, phường Tân Hạnh có 17,84 km² diện tích tự nhiên và dân số 32.093 người.

## Hành chính
Xã Tân Hạnh được chia thành 9 ấp: Tân An, Tân Bình, Tân Hiệp, Tân Hòa, Tân Hưng, Tân Nhơn, Tân Thạnh, 
Tân Thới, Tân Thuận.

## Hình ảnh

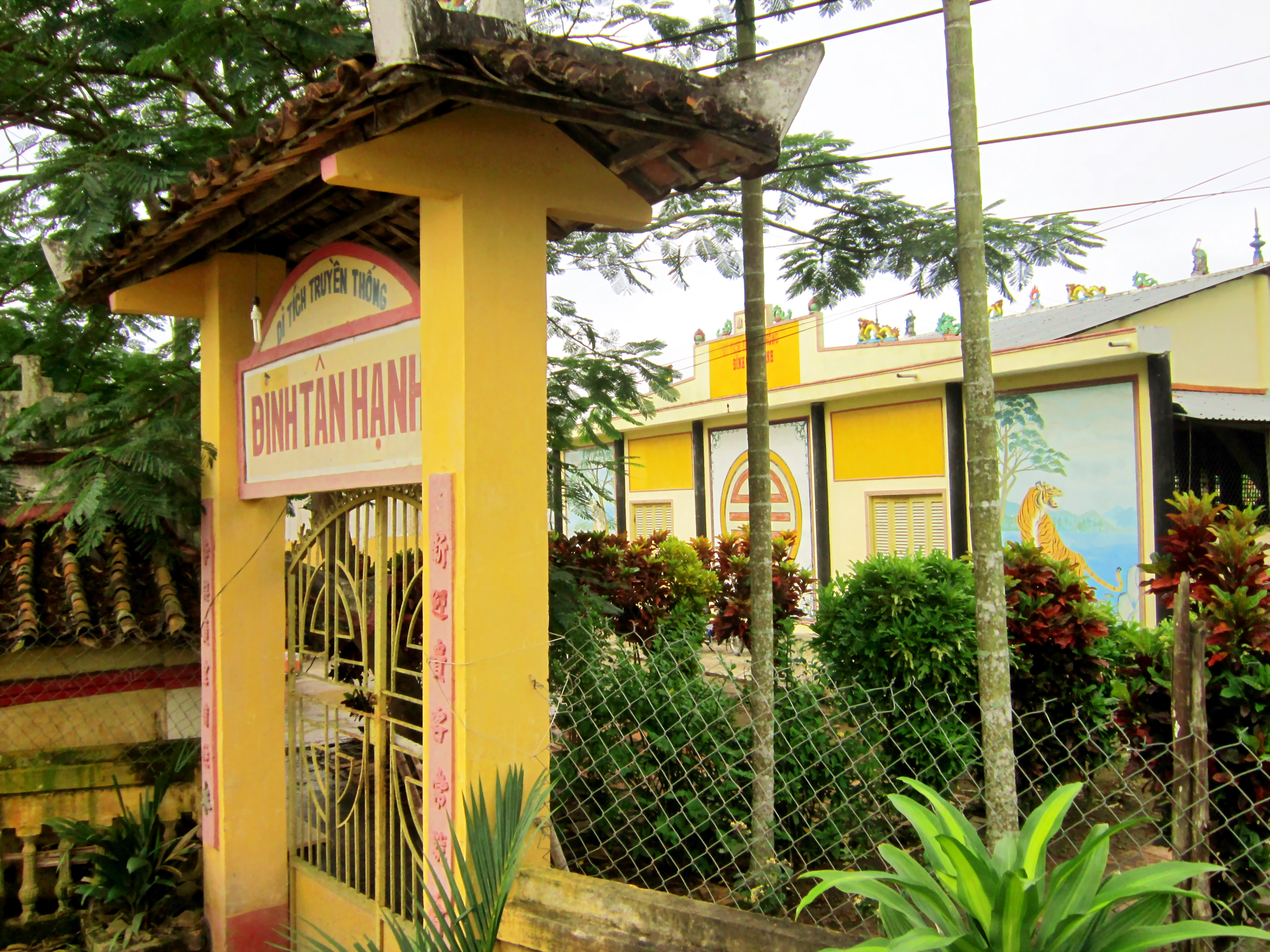
Đình Tân Hạnh
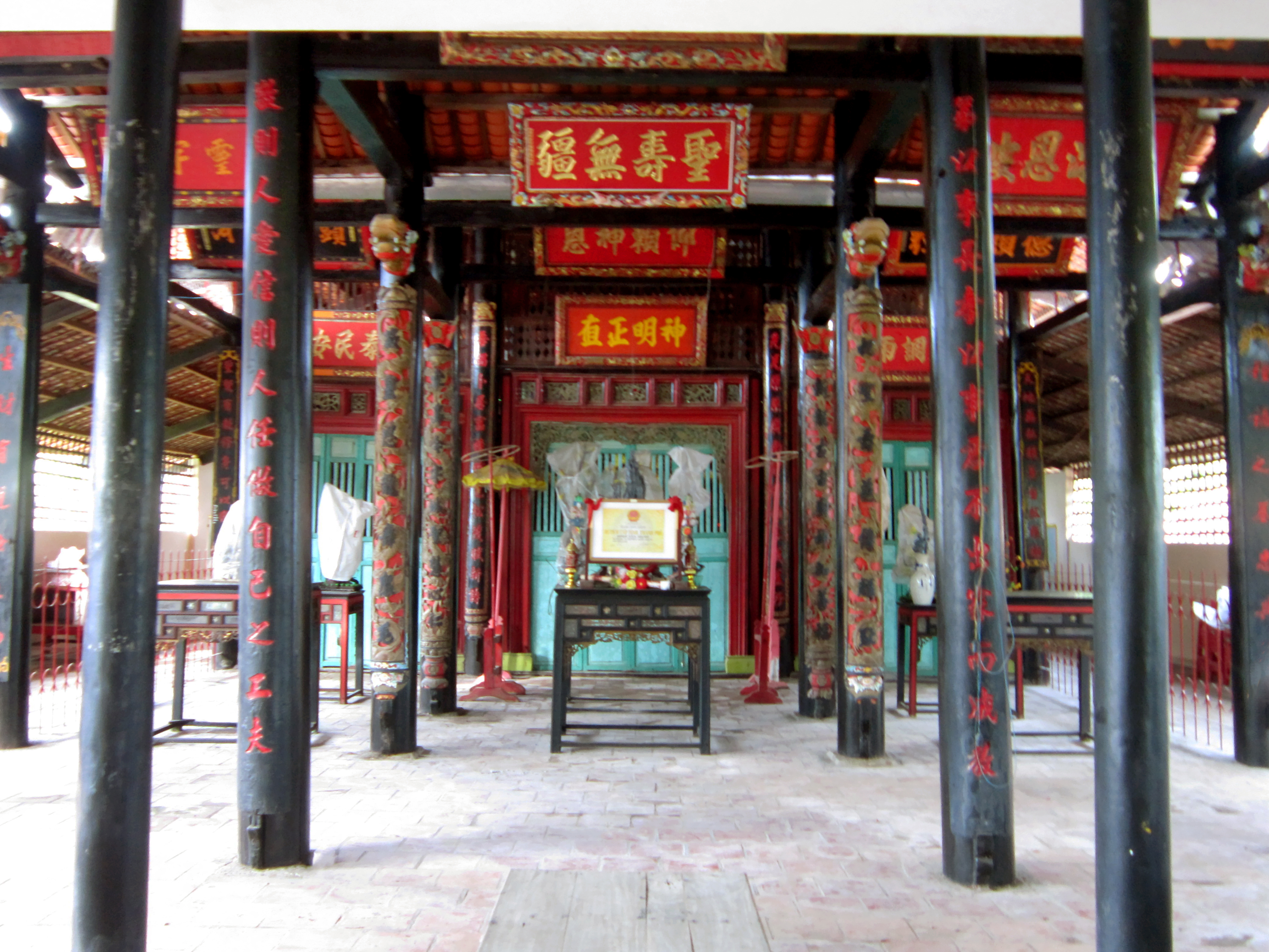
Nội thất đình Tân Hạnh.
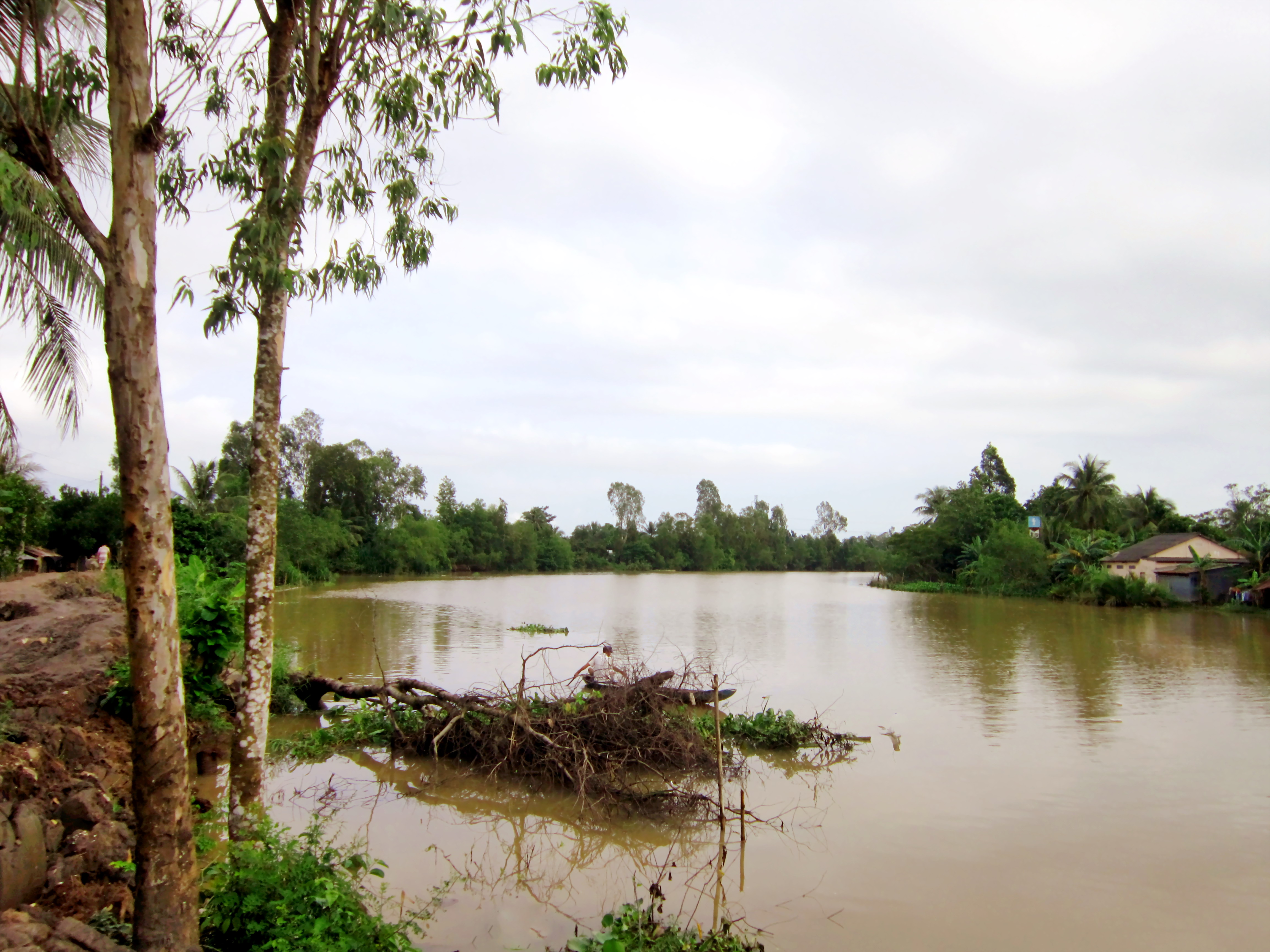
Một con rạch ở xã Tân Hạnh.
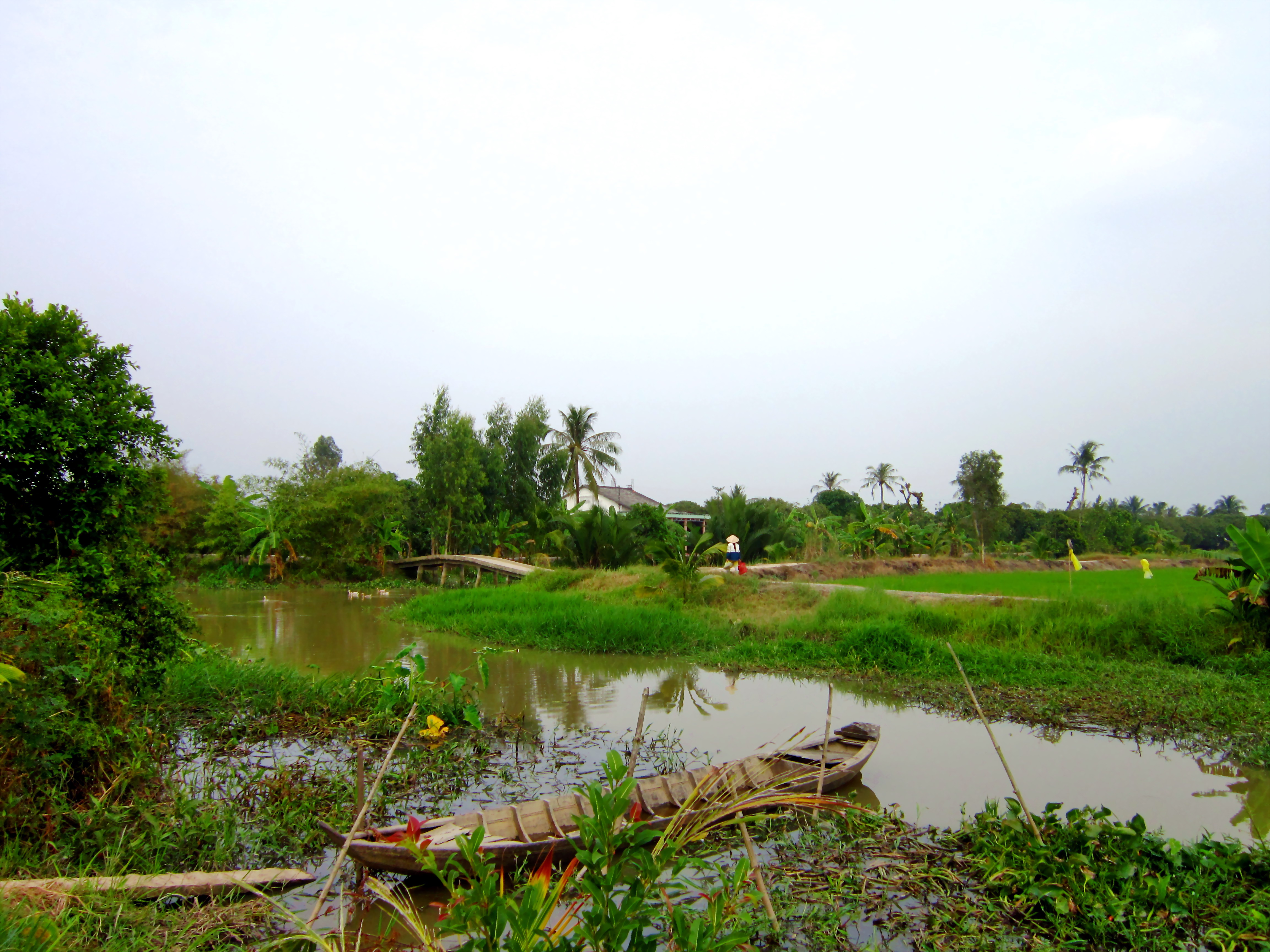
Một cảnh nông thôn ở xã Tân Hạnh.